# Стельмах Григорій Юхимович
Григо́рій Юхи́мович Сте́льмах (14 листопада 1903, село Війтівці Переяславського повіту, Полтавської губернії (нині Поділля, Баришівський район, Київська область) — ? 1980/1981) — український етнограф. Співробітник Інституту мистецтвознавства, фольклору та етнографії АН УРСР.

## Життєпис
З 1924 р. був постійним кореспондентом Етнографічної комісії при ВУАН, «постачаючи їй фольклорний матеріал»; у 1928 р. закінчив літературно-лінгвістичний підвідділ гуманітарного відділу факультету профосвіти Київського інституту народної освіти (КІНО). Того ж року подав документи до аспірантури  Всеукраїнського історичного музею ім. Т. Г. Шевченка.

## Наукова діяльність
Стельмах — автор праці «Історичний розвиток сільських поселень на Україні. Історико-етнографічне дослідження» (1964), низки статей у журналах «Етнографічний вісник», «Народна творчість та етнографія», «Український історичний журнал» та ін.